# Geografia komunikacji
Geografia komunikacji – dział geografii ekonomicznej badający rozwój i rozmieszczenie transportu i łączności oraz rozwój, rozmieszczenie i zasięg działalności różnych działów komunikacji na tle warunków środowiska geograficznego.
Geografia komunikacji jest pojęciem szerszym od geografii transportu, obejmuje zarówno zagadnienia związane z transportem, jak i łącznością.

## Geografia łączności
Przedmiotem badań jest rozwój, rozmieszczenie i zasięg działalności infrastruktury łączności oraz wielkości i kierunki dostarczania informacji. Dział ten bada też zależności pomiędzy stopniem rozwoju łączności a stanem środowiska geograficznego i rozwojem społeczno-ekonomicznym obszaru (państwa, regionu).